# 小泉フサコ
小泉 フサコ（こいずみ フサコ、1939年2月12日 - 2002年7月9日）は日本の漫画家、イラストレーター。
1950年代末期から1980年代にかけて様々な作品や雑誌挿絵を担当した。

## 経歴
東京府南多摩郡多摩村（現在の東京都多摩市）で生まれる。1955年には漫画家である杉浦幸雄に入門、師事した。
その後杉浦によってひまわり社の中原淳一に紹介、1959年よりデビュー作である「ジュンちゃん・キーちゃん」の連載が「ジュニアそれいゆ」で行われた。
1960年代以降、講談社、集英社等の雑誌において多くの連載漫画やカット絵を執筆した。代表作として別冊マーガレット連載の「セッちゃん」、明星連載の「こんにちわパキ」がある。
1960年代後半は小説雑誌への連載漫画掲載も行い、「モーレツレッコちゃん」や「あーらやなこさん」を連載した。1984年には芳文社の雑誌「まんがタイムオリジナル」にて「へんてこママ」を連載している。
2002年6月に脳内出血で倒れた後、7月9日に死去。
- 田村セツコとも親交が深かったとされている。
- 長女である小泉晃子は漫画家である。
- 確認できるカット絵の中には無記名のものも幾つも存在する
- 小泉フサコによって描かれた絵が印刷された箸立てやコップが存在する

## 作品
- ジュンちゃんキーちゃん(S34～S35)ジュニアそれいゆ
- スーちゃん(S35春の増刊/S35 6月増刊/S36新年増刊)りぼん
- うたう三人娘（不明）りぼん
- いたずらスリーファンキーズ（不明）りぼん
- マーチャンはセブンティーン(S35～S36）明星
- こんにちはパキ(S36～S44）明星
- ミス・サリコ(S37-S40?)女性明星
- さくらんぼちゃん(S40-S41?)女性明星
- ミヨちゃん(S36.4?)ひとみ
- ぼくはモグちゃんだい（坂みのるとの合作?　S36.5～S36.7）小学生画報
- オポコちゃん（S36.5～S36.12）なかよし
- レイ子ちゃんの絵日記（S37.1～S37.9）なかよし
- エコちゃん（S37正月増刊号）なかよし
- 弘田三枝子物語　ミコちゃん(S37夏の増刊号）なかよし
- ポオ子ちゃんの男の子研究(S40.3～S40.8)なかよし
- ジュンちゃんキーちゃん(S37.1～S37.3)少女サンデー
- リコちゃん(S37)少女ブック
- ザ・おチャッピーズ(S38.4～S38.9)女学生の友
- ドクターハンサム(S38.8.4)マーガレット
- デコちゃん（S38.8.11～S38.9.8、S39.10.18）マーガレット
- その他単発作品(S38.11.24、S38.8.25、S39.7.12、S39.5.3)マーガレット
- セッちゃん(S40～S51）別冊マーガレット
- メチャコとクチャオくん（S43.1～S44.3）ジュニア文芸
- あーらヤナコさん(S42～S43)小説ジュニア
- モーレツレッコちゃん(S44.8～S45.7)小説ジュニア
- ちびっこペポ(S45.4.19～S46?)少女コミック
- ポッポちゃん(S45.10～S47.12)別冊少女コミック
- ほんのりモモちゃん(S47.1/S47/8)別冊少女コミック増刊
- サッちゃん(S47)別冊少女コミック
- ハナコとタローちゃん(S48.1～S48.4)別冊少女コミック
- アコとあいつ(S47～S48.3)高1コース
- へんてこママ(S59）まんがタイムオリジナル
- 女教師バンザイ（不明）小四教育技術
- ハッスル女教師（不明）小四教育技術
- ノンビリ受験生(S37.5)中3コース※読切